# Детьен, Марсель
Марсель Детьен (фр. Marcel Detienne, 11 октября 1935, Льеж, Бельгия — 21 марта 2019, Немур, Франция) — бельгийско-французский историк и антрополог.

## Биография
Доктор религиоведения (1960, Париж), философии и филологии (1965, Льеж). С 1960-х годов работал в Париже, тесно сотрудничал с Жаном-Пьером Вернаном и Пьером Видаль-Наке. В 1975—1996 годах руководил группой «История и антропология, сравнительный подход» в Национальном центре научных исследований Франции (CNRS). Позднее перешёл на работу в Университет Джонса Хопкинса (Балтимор).
Сфера профессиональных занятий Детьена — проблемы политической и культурной антропологии на материале античной архаики и классики (Древняя Греция). Его труды переведены на многие европейские языки и японский.

## Труды
- Homère, Hésiode et Pythagore: poésie et philosophie dans le pythagorisme ancien (1962)
- Crise agraire et attitude religieuse chez Hésiode (1963)
- De la pensée religieuse à la pensée philosophique (1963)
- Les Maîtres de vérité dans la Grèce archaïque (1967)
- Les Jardins d’Adonis (1972)
- Les ruses de l’intelligence: la métis des Grecs (в соавторстве с Ж.-П. Вернаном, 1974)
- Dionysos mis à mort (1977)
- La cuisine du sacrifice en pays grec (в соавторстве с Ж.-П. Вернаном и др., 1979)
- L’invention de la mythologie (1981)
- Dionysos à ciel ouvert (1986)
- Les Savoirs de l’écriture en Grèce ancienne (в соавторстве, 1988)
- L' écriture d’Orphée (1989)
- La vie quotidienne des dieux grecs (в соавторстве с Джулией Сисса[англ.], 1989)
- Apollon le couteau à la main (1998)
- Comparer l’incomparable (2002)
- Comment être autochtone: du pur Athénien au Français raciné (2003)
- Qui veut prendre la parole? (2003)
- Les Grecs et nous (2005)
- Comparative Anthropology of Ancient Greece (2007)

Публикации на русском языке
- Священные благовония и пифагорейская кухня // Новое литературное обозрение, 2000, № 43.
- Повседневная жизнь греческих богов. — М.: Молодая гвардия, 2003 (в соавторстве с Джулией Сисс).